# Kurt Couto
Kurt Leonel da Rocha Couto (Maputo, 15 de maio de 1985) é um atleta moçambicano, especialista em 400 metros com barreiras. Tem a particularidade de ter sido ele o porta-bandeira do seu país em três edições olímpicas consecutivas (Atenas 2004, Pequim 2008 e Londres 2012), embora só tenha competido na primeira e na última.
Nos Jogos Olímpicos de 2012 alcançou as meias-finais da competição de 400 m barreiras masculinos, facto que lhe valeu a atribuição do Prémio Atleta Olímpico do Ano, em 2013, pelo Instituto Nacional do Desporto (INADE).
O seu recorde pessoal em 400 m barreiras é de 49.02 s, tendo sido obtido em Praga, no dia 11 de junho de 2012. Nos 400 metros planos, possui, como melhor marca pessoal, um registo de 46.50 s, estabelecido em Windhoek, em 2007.